# Mariënburgkapel

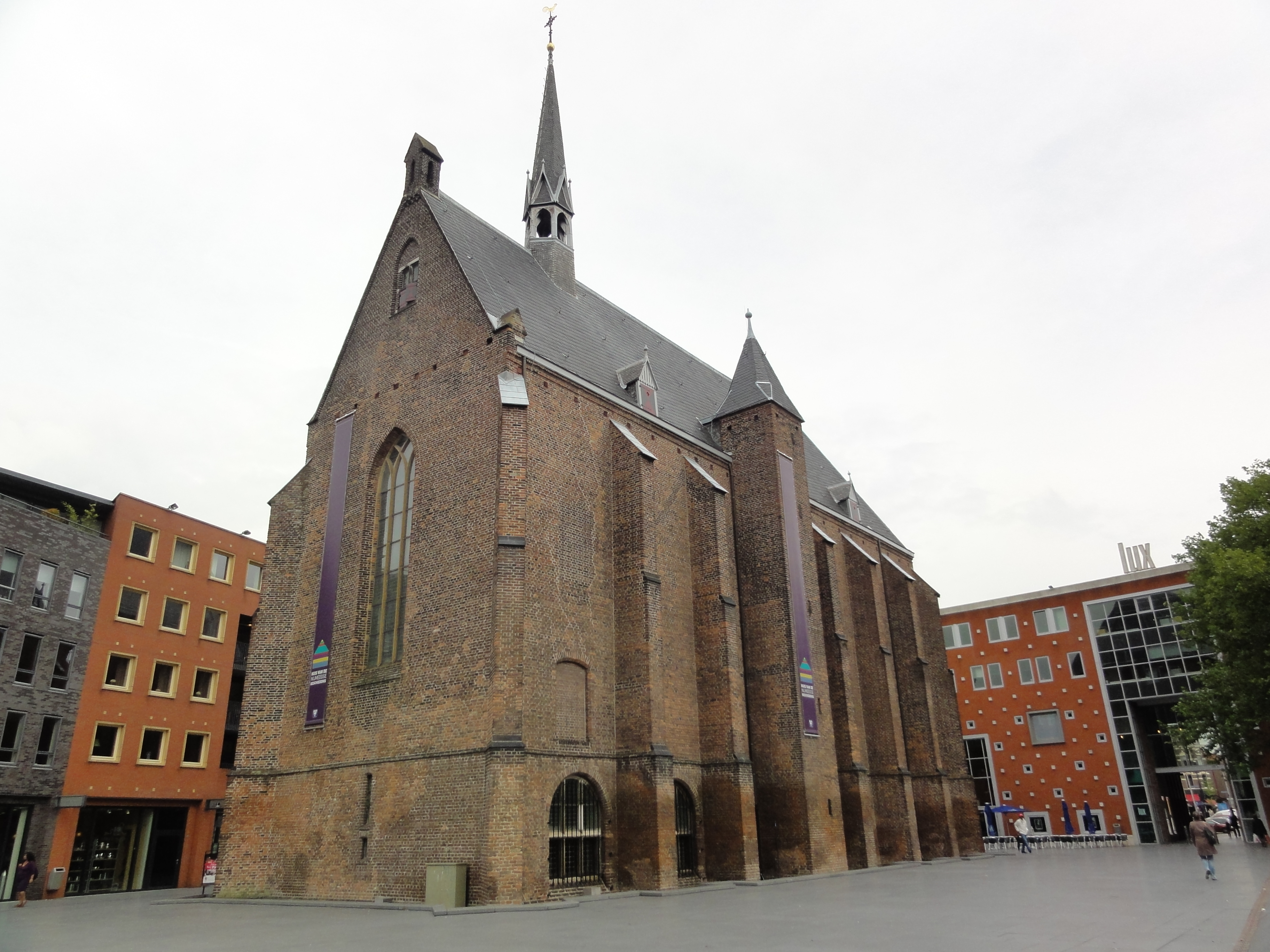
De Mariënburgkapel

De Mariënburgkapel is een kapel in het stadscentrum van de Nederlandse stad Nijmegen in de provincie Gelderland. Het is tegenwoordig een rijksmonument.

## Geschiedenis
De kapel werd rond 1431 gebouwd als onderdeel van het buiten de stadsmuren gelegen klooster Mons Mariae (Mariaberg), later verbasterd tot Mariënburg. Op deze plaats was al sinds circa 1412 een begijnhuis van de zusters van het Gemene Leven en de beweging van de Moderne Devotie. De kloosterorde sloot zich in 1453 aan bij het kapittel van Windesheim.
In 1467 kwam het klooster door uitbreidingen van de stad binnen de stadsmuren te vallen. In 1591 werd Nijmegen door prins Maurits ingenomen en werd het katholieke geloof verboden. Het klooster werd een kazerne en militair ziekenhuis. In 1626 stierf de laatste non. 
De kapel was sinds de sluiting van de kazerne in 1618 in gebruik als opslagplaats en voor opvoeringen. Rond 1655 werd de kapel gebruikt als stedelijke opslag van turf, een functie die tot 1781 voortduurde - met een onderbreking rond de Franse bezetting (1672 tot 1678) waarin de kapel een militaire gevangenis was en wederom voor opvoeringen rond de Vrede van Nijmegen gebruikt werd. Het pand was ondertussen verbouwd en in drie verdiepingen gedeeld. In 1781 werd het gebouw het stedelijke concertgebouw.

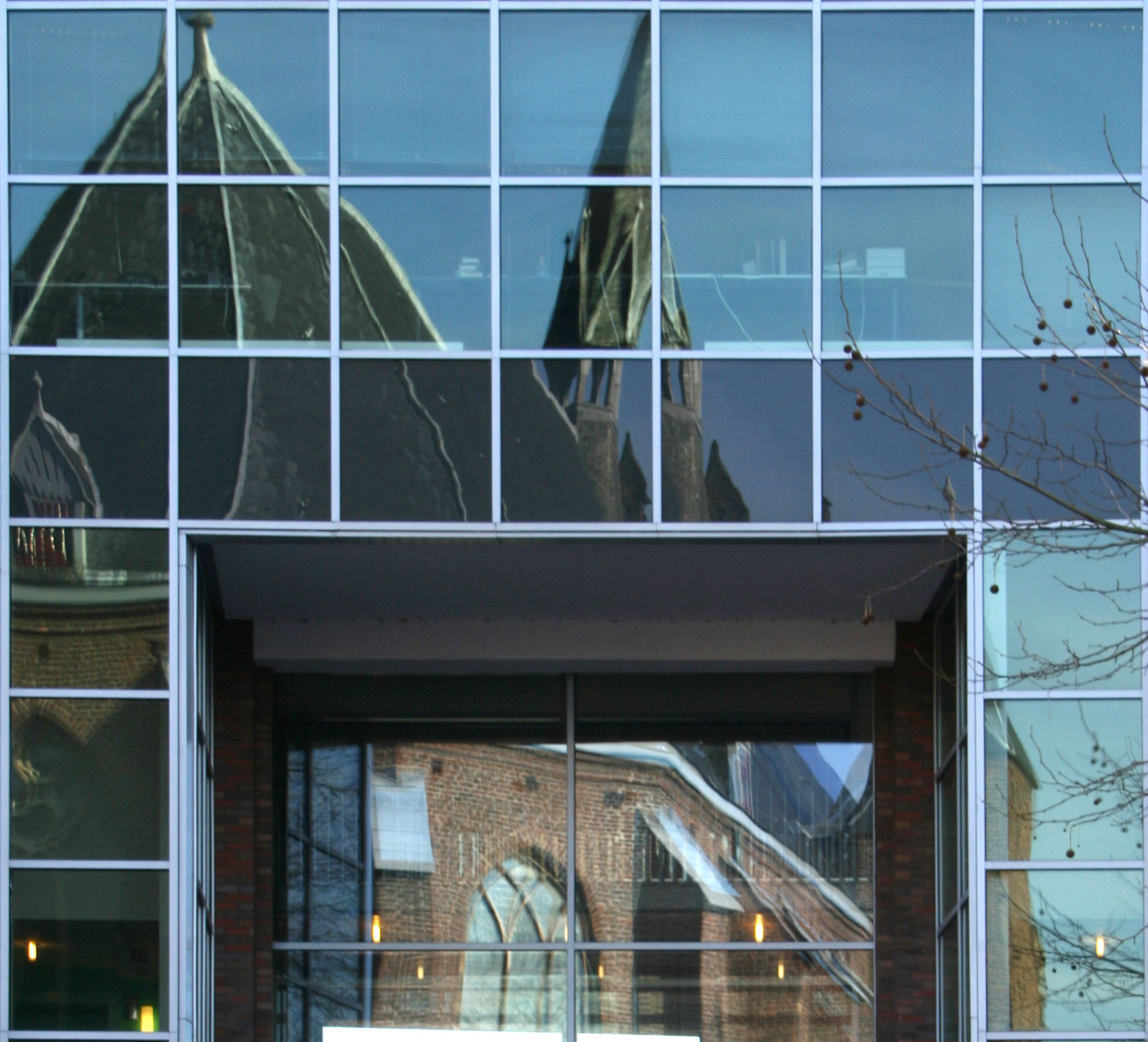
Reflectie van de Mariënburgkapel

Bij de tweede Franse bezetting (1774 tot circa 1813) werd de kapel wederom een kazerne en militair ziekenhuis. Hierna was er tot 1843 een garen- en katoenspinnerij in gevestigd. Het rijk bouwde rond de kapel intussen een kazerne waar ook het tegenover gelegen Arsenaal voor opgetrokken werd. De kapel ging ook deel uitmaken van deze Mariënburgkazerne die tot 1905 in gebruik was. Eind negentiende eeuw was de kapel zo vervallen dat de gemeente Nijmegen het pand wilde slopen. Dit werd voorkomen door rijksbouwmeester Pierre Cuypers. Onder toezicht van Cuypers voerde Jan Jacob Weve in 1909 en 1910 een restauratie uit. De kapel ging dienstdoen als gemeentemuseum en het gemeentearchief werd in 1941 ook in het pand gevestigd. 
Bij het bombardement op de Nijmeegse binnenstad van 22 februari 1944 bleef de kapel ongeschonden. De kapel kreeg weer tijdelijk een religieuze functie voor de Waalse en Hervormde gemeente. In 1974 ging het museum naar de Commanderie van Sint-Jan en in 1975 het archief naar het arsenaal. In de kapel werd tijdelijk de gemeentelijke drukkerij gevestigd, tot het archief in 1983 weer terugkeerde. 
Tussen 1998 en 2000 werd de hele omgeving van Mariënburg drastisch verbouwd. Onder meer het naastgelegen politiebureau en het pand van de Dienst Sociale Zaken verdwenen, de Marikenstraat werd aangelegd en LUX en de nieuwe bibliotheek werden rond de kapel gebouwd. De kapel deed in deze tijd dienst als tijdelijke expositieruimte, voordat het in 2010 een nieuwe bestemming kreeg als Huis van de Nijmeegse Geschiedenis.

## Architectuur
De kapel werd gebouwd als dubbelkerk. Het westelijk deel heeft twee verdiepingen, de benedenverdieping voor leken en de bovenverdieping voor de nonnen. Het gebouw is in gotische stijl opgetrokken met steunberen, spitsboogvensters en een hoog opgaand leiendak met binnenin kruisribgewelven.